# Норвегия
Кралство Норвегия е конституционна монархия в Северна Европа, която заема западната част от Скандинавския полуостров. Граничи с Швеция, Финландия и Русия. Площта ѝ е 385 207 km², от които 361 243 km² суша и 24 748 km² водна площ.
Страната е най-северната в Европа и е известна с планините и фиордите си, както и с историята си като морска сила.
Норвегия е много високо развита индустриална страна, с отворена, насочена към експорта икономика. Страната е една от най-богатите в света, оглавява класацията по индекс на човешко развитие на ООН, и е на водещите места в света по стандарт на живот, средна продължителност на живота и здравеопазване.
Норвегия не е член на Европейския съюз (ЕС), но участва в общия пазар на ЕС като участваща страна в Европейската икономическа зона (EEA) и Европейската асоциация за свободна търговия (EFTA).
Официални езици са букмол и нюношк, а северносаамският е официален в шест общини. Националният празник е 17 май, денят на който през 1814 г. е приета норвежката конституция.

## Етимология
Името на страната идва от северногерманския език и означава „пътят на север“. Името на Норвегия от стария норвежки език е Nóregr, на англосаксонски – Norþ weg, а на средновековен латински – Northvegia. Сегашното име на Норвегия на норвежки е Norge. В стария норвежки тази дума означава „надълго по брега“ или „надълго по морето“.
Официалното име на норвежки е Kongeriket Norge. Други имена днес са: Norgga gonagasriika, Norjan kuningaskunta и др.

## История
Археолозите откриват, че е имало хора в Норвегия още през 11 000 г. пр. Хр. Норвежките традиции били бавно изменени през IX и X век.
През IX в. Норвегия представлявала множество малки кралства. Смята се, че Харолд Красивата коса обединява малките кралства през 872 г. с битката при Хафърсфиорд. Той става първият крал на обединената Норвегия.
Викинговата епоха (VII-XI в.) е време на унификация и експанзия. Норвежците се установили на Исландия, Гренландия и части от Великобританските острови и Ирландия. Те основават Дъблин и създават търговски връзки в селищата между Корк и Дъблин, които по-късно стават двата най-важни ирландски града.
През 1030 г. норвежците приемат християнството. 1066 г. се счита за край на викинговата епоха и начало на Ранното средновековие в Норвегия.
През 1349 г. чумната епидемия убива между половината и две трети от населението на Норвегия. Последва забавяне на развитието и в обществото, и в икономиката. След няколко спора страната влиза в Калмарския съюз с Дания и Швеция и троновете на Норвегия, Дания и Швеция се озовават в ръцете на кралица Маргарета I Датска. Въпреки че Швеция се отделя от съюза през 1523 г., Норвегия остава в него цели 434 години до 1814 г. По това време (смятано за „400-годишната нощ“), цялата власт се намира в Копенхаген, Дания. Друг фактор за отслабването на Норвегия в този период е появата на протестантството през 1537 г. Архиепископът в Тронхайм е изгонен и приходите на Църквата биват изпращани в Копенхаген. Норвегия губи повечето поклонници, които посещават мощите на свети Олаф, а с тях и по-голямата част от контактите си с културата и икономиката в останалата част от Европа. Губи и провинциите Бахуслен, Йемтланд и Хередален, преминават към Швеция при войната между Дания-Норвегия и Швеция.
По време на Наполеоновите войни Дания-Норвегия отначало се стреми към неутралитет, за да може да запази търговските си отношения както с Франция, така и с Великобритания, но когато се включва в Северната лига на неутралните (League of Armed Neutrality), инициирана от Павел I, англичаните възприемат това като враждебен акт и нападат Копенхаген през 1801 г. и след това през 1807. Затова кралството влиза в алианс с Наполеон, като по този начин през 1814 г. се озовава на губещата страна във войната на Шестата коалиция. Това се прибавя към ужасяващите последици от масовия глад през 1812. Датско-норвежкият крал Оуденбург е принуден да абдикира и да предаде короната на краля на Швеция, докато старите провинции на Норвегия – Исландия и Гренландия остават под властта на Дания. Норвегия използва тази възможност, обявява независимост и създава конституция, основана върху американски и френски модели. Датският крал Кристиан Фредерик е избран за крал на 17 май 1814 г. Военните сили на Швеция обаче насилствено сключват договор с Норвегия, избирайки шведската династия Бернадот като управляваща страната. В замяна Норвегия запазва своята демократична конституция и независими институции.
През този период се наблюдава възход на норвежката култура по време на романтизма, защото норвежците търсели как да изразят своя забележителен национален характер и политика на езика, което довежда до множество опити да се определи оригиналният норвежки език. Тогава се обосновали и днешните му официални форми – букмол и нюношк.
Норвегия обявява независимостта си през 1905 г., когато Шведско-норвежката уния е разделена.
Кристиан Микаелсен, норвежки корабен магнат, става първият министър-председател на Норвегия през 1905 г. и изиграва важна роля в отделянето от Швеция. С референдум е избрана монархия като държавна форма на управление, спечелила срещу републиката.
През 1907 г. Русия, Германия, Франция и Великобритания гарантират целостта на Норвегия по силата на международен акт.
През 1898 г. на всички мъже се дава правото на свободен глас, а след това през 1913 г. – на всички жени.
През Първата световна война Норвегия остава неутрална.
Между двете световни войни страната, както и останалите европейски страни, е поразена от масова безработица, която достига своя връх през 1933 г., когато всеки трети в работоспособна възраст е безработен.
Норвегия се опитва да остане неутрална и през Втората световна война, но е окупирана от Вермахта от 9 април 1940 до 8 май 1945 г.
След Втората световна война Норвегия претърпява бърз икономически растеж и се превръща в една от най-богатите държави в света. След войната Работническата партия (социалдемократи) взема властта и управляват страната през по-голямата част от Студената война. Норвегия се присъединява към НАТО през 1949 година и става близка със САЩ.
По време на възстановяването след Втората световна война страната води политика, целяща пълна заетост. Тази политика е поддържана от всички правителства оттогава.
През 1970-те години край Норвегия се откриват големи залежи на нефт и природен газ, което довежда страната до бърз икономически подем. Разработването на добива на нефт и газ води до нива на безработицата, по-ниски от тези в други индустриални страни през 1970-те, но от 1980-те безработицата отново се увеличава, като достига най-високите си нива през 1987 – 1988 г.
Норвежците ценят високо независимостта си. През 1972 г. страната отказва членство в Европейската общност, а през 1994 г. и членството в Европейския съюз, въпреки че правителството препоръчва гласуване „за“ членството.
През 1980-те процентът на работещите жени се увеличава и остава висок до днес. През 1986 г. Норвегия изразява несъгласие със забраната за китоловство, издадена от Международната комисия по китоловство, и възобновява промишленото китоловство през 1993 г.
През 2008 г., малко след Световната икономическа криза, безработицата в Норвегия е 3% – сред най-ниските в Европа.

## География
Норвегия обхваща западната част от Скандинавския полуостров в Северна Европа. Назъбената брегова линия е една от най-дългите в света и е разчленена на множество фиорди и над 50 000 острова, се простира над 2500 km. Норвегия има граница по суша дълга 2542 km с Швеция (1619 km), Финландия (727 km) и Русия (196 km). На запад и на юг Норвегия граничи с Норвежко море и Северно море. Баренцово море и Северният ледовит океан мият най-северните брегове на Норвегия. Страната има издължена форма по посока югозапад-североизток.
С площ от 385 207 km² (включително Ян Майен и Свалбард) Норвегия е съвсем малко по-голяма от Германия, но по-голямата част от страната е доминирана от планини с разнообразни форми, създадени от праисторически глетчери. Най-забележителни са фиордите – дълбоки прорязъци от вода, появила се след Ледниковата епоха. Най-големият от тях е Согнефиорд. В Норвегия също има и множество водопади и ледници.
На територията на Норвегия има глетчери. На по-голямата част от територията са разположени високи плата и планини, пресечени от плодородни долини. Има малки и отдалечени една от друга равнини. В северните части има арктическа тундра.
По бреговата линия се намират и прочутите фиорди. Заради тяхната всеченост, общата дължина на бреговата линия на Норвегия е 25 148 km². Тази дължина включва континенталната брегова линия и големите фиорди. Ако се добавят малките фиорди и островите, дължината става 58 133 km.
Над 40% от територията на страната се намира северно от Северния полярен кръг. Кралство Норвегия също включва и арктичните островни територии на Свалбард, Ян Майен и Мечи остров, както и много на брой малки острови. Освен това остров Буве в Южноатлантическия океан е норвежка територия и страната има претенции за над 2 млн. km² от Антарктида  – Земя Кралица Мод. Остров Петър I в Южния Тихи океан са норвежки васали и не се смятат за част от кралството. Норвежкият суверенитет над Свалбард се основава на Свалбардския договор, но този договор не се отнася за Ян Майен.
Поради влиянието на течението Гълфстрийм, в Норвегия има по-високи температури и повече валежи от нормалните на тези ширини. Тук има четири добре осезаеми сезона с по-студена зима и прохладно лято. Най-северните части на страната имат субполярен климат, а Свалбард има полярен климат.
Има сезонни различия в продължителността на слънцегреенето. На места на север от Полярния пояс се случва слънцето въобще да не залязва. Поради това някои описват Норвегия като „Страната на среднощното слънце“. През лятото на юг от Полярния пояс има 20 часа слънчева светлина в денонощието.
Най-ниската точка е Норвежко море (0 m надморска височина), а най-високата – връх Галдхупиген (2469 m). В страната има един действащ вулкан – Бееренберг (2227 m) на остров Ян Майен.

## Държавно устройство и политика
Норвегия е конституционна монархия с демократична парламентарна правителствена система. Конституционна, защото според конституцията властта на правителството произлиза от изпълнителната власт, дадена на краля. Демократична, защото според конституцията властта е в ръцете на народа, тъй като всички граждани могат да участват в парламента на страната, Стортингет, и в окръжните и общинските съвети. Парламентарна, защото правителството има изпълнителната власт, но не може да управлява без подкрепата на парламента, който има законодателната власт.
Реалната политическа власт на краля е малка, но той изпълнява важна символична функция като държавен глава и официален представител на норвежкото общество и норвежката индустрия. Кралят е символ на националното единство. Въпреки че конституцията от 1814 г. гарантира силна изпълнителна власт на краля, тя е упражнявана от Държавния съвет в името на краля (Кралския съвет).
Крал на Норвегия е Харалд V. Дългогодишен министър-председател е Йенс Столтенберг от Работническата партия, управляваща в ляво-зелена коалиция от 2005 до 2009 г.
Държавната власт е разпределена между парламента (законодателна власт), правителството (изпълнителна власт) и съда (съдебна власт). Властта е разпределена и географски на държавна, общинска и окръжна.
Участието на хората в политиката става посредством гласуване и участие в организации. Средностатистическият норвежки гражданин участва в четири организации, а 70% от възрастните участват поне в една организация. Процентът на гласувалите обикновено е около 80%. Право на глас имат всички граждани на възраст от 18 или повече години.
В последните десетилетия Норвегия си извоюва силна роля в международната политика. Страната е била посредник между Израел и Организацията за освобождение на Палестина и е главен посредник между правителството на Шри Ланка и Тамилските тигри между 2000 и 2009 г.
Сред основните политически проблеми на страната са интеграцията на етнически малцинства, поддържането на социалната сигурност въпреки застаряващото население, и поддържането на икономическата конкурентоспособност.

### Крал
Крал на Норвегия от 17 януари 1991 г. е Харалд V.

### Правителство
Правителството има изпълнителната власт. То предлага закони и държавен бюджет на парламента и прилага решенията посредством министерствата. Правителството бива избирано от парламента и е оглавявано от министър-председател. Формално кралят упълномощява парламентарно представената партия с най-голям брой депутати да състави правителство самостоятелно или в коалиция с други партии. Правителствените решения формално се взимат от Кралския съвет. Всички кралски декрети биват подписвани от краля и министър-председателя.
Властта на министър-председателя е по-малка от тази на министър-председателите в повечето от Западния свят. Традиционно министър-председателят и министрите на външните работи и на финансите държат най-важните правителствени позиции.

### Парламент
Парламентът се състои от 169 депутати, представители на политически партии, които биват избирани за период от четири години на основата на пропорционална представеност, т.е. всеки окръг има определен брой представители, пропорционален на населението му. Парламентът има законодателна власт и определя държавния бюджет.
Държавният съвет или кабинет се състои от министър-председател и неговия съвет, които се назначават от краля. От 1884 г. парламентаризмът осигурява това, че кабинетът трябва да има подкрепата на парламента, така че назначаването от страна на краля е просто формалност. Парламентът контролира правителството. Всеки депутат има право да внесе вот на недоверие към правителството, а правителството може да поиска вот на доверие. Ако правителството е нарушило закон или конституцията парламентът може да стартира процедура по импийчмънт. Парламентът провежда и парламентарен контрол на правителството.

## Административно деление
Норвегия е разделена на 15 административни области, наречени фюлке (ед. ч. fylke, мн. ч. fylker)(2024), и на 357 градски общини (kommuner). Към Норвегия принадлежат и териториите Буве, Свалбард, Ян Майен.

## Дипломатически мисии в България
Посолството в София е една от дипломатическите мисии на Норвегия, закрити през 2016 г. То е закрито на 30 юни 2016 г., като за връзка остава да служи само почетен генерален консул.
- Гюру Катарина Викьор (2012 – 2016)
- Тове Скарстейн (от 7 ноември 2006 – 2012)
- Ролф Балцерсен (28 ноември 2001 – 7 ноември 2006) – първият извънреден и пълномощен посланик на Кралство Норвегия в България със седалище в София

## Население
Норвегия има население от 4 953 000 души през 2011 г., което нараства с 0,327% годишно по данни от 2012 г. По изчисления от 2007 г. 94,4% от населението са норвежци (вкл. 60 000 саами). 3,6% са европейци, а 2% – други. Средната продължителност на живота през 2011 г. е 83 години за жените и 78 години за мъжете. Ръстът на населението е 0,329 през 2011 г.
Етнически повечето норвежци са от северногермански (нордически) произход. Малки по численост фински малцинства живеят на север. Саамите, коренните жители на Норвегия, традиционно населяват северните части на Норвегия, Швеция, Финландия и Русия.

### Възрастова структура
Данните са от 2011 г.
- до 14-годишни: 18%
- 15 до 64-годишни: 66%
- над 65-годишни: 16%

### Религия
Официалната религия в Норвегия е лутеранството. По данни от 2004 г. 85,7% от населението принадлежи към Норвежката църква, 3,4% са други християни, 1,8% мюсюлмани, 9,1% – други.
На 7 март 1993 г. е създадена Българска православна община в Норвегия „Св. св. Кирил и Методий“, под юрисдикцията на Българската Патриаршия, Светия Синод със седалище в София.

## Икономика
Преимущества: най-големият производител на нефт и газ в Северна Европа. Хидроенергетиката покрива голяма част от потребностите на населението, което позволява да се изнася по-голяма част от нефта. Нефтените фондове служат за развитието на бъдещите поколения. Голям търговски флот, ниска инфлация (3%) и безработица (3%) в сравнение с останалите европейски страни.
Недостатъци: много голяма зависимост от нефта. Малък вътрешен пазар, периферно разположение. Твърде малко висококвалифициран персонал. Суровият климат ограничава развитието на селското стопанство, високите данъци и много скъпата работна ръка също забавят развитието.
Норвегия притежава двадесет и седмата икономика в света по данни от 2014 г. Страната има отворена, насочена към експорта икономика и е една от най-богатите в света. Икономиката на Норвегия е процъфтяваща сплав от благосъстоятелен капитализъм, където свободният пазар се съчетава с правителствена намеса. Правителството контролира ключови области, като например жизненоважния нефтен сектор (чрез широкомащабни държавни предприятия) и енергийния сектор. Държавното участие в икономиката продължава да намалява вследствие на процесите на дерегулация и приватизация. Земеделието и риболовът са в частни ръце, с изключение на около 10% от горите, използвани за лесовъдство, които са държавна собственост.
Норвежката валута се нарича норвежка крона. Една крона се дели на 100 йоре. Брутният вътрешен продукт на Норвегия за 2011 г. е 391,8 млрд. евро (3 017 473 млрд. норвежки крони). БВП на човек от населението е 66 047 евро (510 544 норвежки крони).
Към юни 2017 г. 42% от регистрираните в страната нови коли са електрически. Страната си е поставила за цел да достигне 100% от продадените нови автомобили да са с нулево ниво на емисиите, започвайки от 2025 г.

## Култура

### Изкуство

#### Изобразително изкуство
Норвежкият художник Едвард Мунк е пионер на експресионизма.

#### Музика
Едвард Григ е композитор, който помага за изграждането на норвежката култура посредством усъвършенстване на норвежката народна музика. Музиката на Григ е неразделна част от националната идентичност на Норвегия.
Музиканти и групи с влияние на международната музикална сцена са Рьоюксоп, A-ha, Ословският филхармоничен оркестър, Ян Гарбарек, Арне Нордхейм, Мари Бойне, Лейф Уве Андснес, Нилс Петер Молвер, Ролф Валин, Turbonegro, Трюлс Мьорк, Буге Веселтуфт, Норвежкият камерен оркестър и Serena-Maneesh.
Норвегия е родина на световната музикална вълна, наречена „норвежки блек метъл“. Освен с бързи и насечени китари и барабани, това течение в метъла се свързва и с антихристиянски текстове и символика, въпреки че не е задължително за всички групи. През 90-те норвежките медии обръщат голямо внимание на редица подпалвания на църкви, извършени от музиканти и фенове на този стил. Известни представители на стила са Burzum, Satyricon, Dimmu Borgir, Mayhem, Immortal, Gorgoroth и др. Повечето представители използват силен черно-бял сценичен грим, покриващ целите им лица. Почти всички от гореспоменатите групи са свирили поне веднъж в България.
В Норвегия се провеждат над 200 музикални фестивала във всички жанрове и големини, включително такива с камерна и рок музика.

#### Театър
Хенрик Ибсен (1828 – 1906) е един от най-великите представители на световната литература и баща на модерната драматургия. Пиесите му продължават да бъдат поставяни във всички части на света и са най-често поставяните след тези на Шекспир.

### Кухня
Норвежката кухня е известна с отличните си сурови продукти, най-вече риба. Най-типичните рибни и морски продукти в кухнята са сьомга и пъстърва, но треска, камбала, херинга и скариди също са популярни. Типични месни продукти са месо от северен елен, лос, елен и яребица. Сушеното месо под формата на шунка и наденица е популярна храна през лятото. Млечни специалитети са овче сирене, приготвено по специален начин – брун уст (brun ost), което е с кафеникав цвят. Типичен норвежки хлебен продукт е тънък, хрускав хляб кнеккебрйо (knekkebrød)..

### Кино
Норвегия, както Швеция и Дания, е известна с продукцията на висококачествени филми за деца и младежи.
Първият филм, продуциран в Норвегия, е „Опасности на рибарския живот“ (Fiskerlivets farer) или „Драма в морето“ (Et drama paa havet), продуциран през 1906 или 1908 г. от Хюго Хермансен.

## Въоръжени сили
Въоръжените сили на Норвегия наброяват около 30 000 души (вкл. цивилен персонал). Четирите рода войски са армия, Кралски военновъздушни сили, Кралски военноморски сили и отечествена гвардия. Страната е член на НАТО и на територията си има военни обекти, контролирани съвместно от страните членки на организацията. Главният щаб на въоръжените сили на Норвегия се намира в град Ставангер.
При управлението на Йенс Столтенберг норвежките войски се изтеглят от Ирак.

### Наземно оборудване
- ОБТ „Леопард-1“ – 84, изтеглят се от употреба;
- ОБТ „Леопард-2“ – 52;
- Бронирана бойна машина CV9030 – 114;
- Бронетранспортьор М113 – 670;
- Залпова ракетна установка М270 – 12 (складирани, не се употребяват; предвижда се връщането им на въоръжение);
- Самоходна артилерийска установка M 109 A3GN – 54;

### Военновъздушни сили
- Изтребител Локхийд F-16AM/BM – 57

## Медии
Свободата на словото е гарантирана от конституцията. През 2015 г. Норвегия е на второ място по свобода на пресата в света по данни на Репортери без граници (+1 място спрямо предходната година).
Schibsted group, издателят на Aftenposten и VG е един от най-големите медийни концерни в Скандинавия. Базираният в Норвегия доставчик на бърз интернет, телефония и сателитна телевизия Telenor е водещ в Северна Европа.
Аналоговата телевизия е заменена с цифрова, която предлага голямо разнообразие от канали посредством кабел и сателит.
Норвежците са сред най-страстните читатели на вестници в света. Броят на изданията е голям спрямо малкото население. По-голямата част от пресата е частна собственост.